# Burley (tabaco)

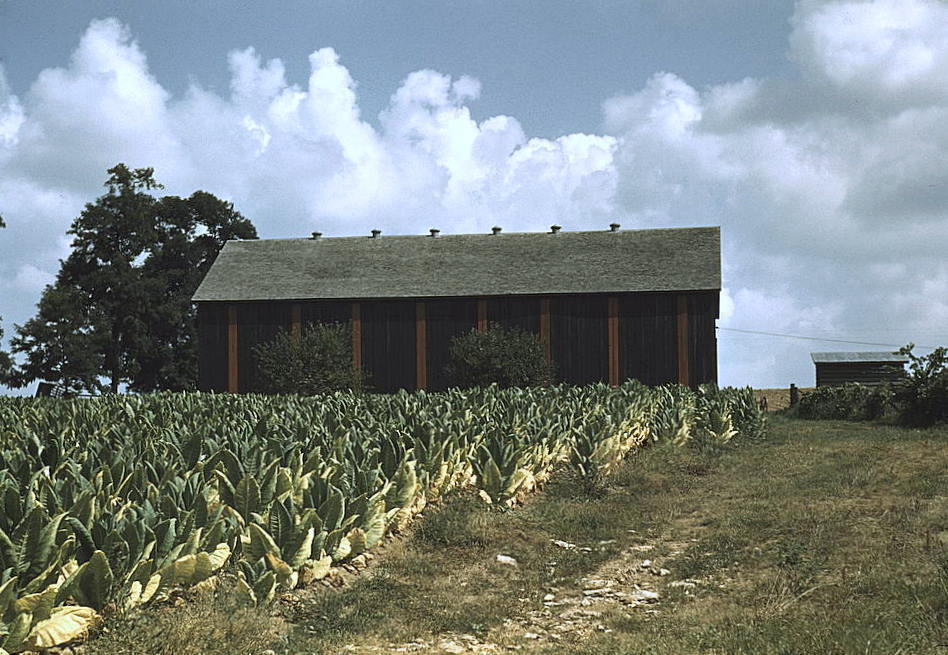
Campo de Burley

El Tabaco Burley es un tabaco utilizado principalmente para la producción de cigarrillos.
En los Estados Unidos, se produce en un cinturón de ocho estados con un 70% producido en Kentucky.
Tennessee produce aproximadamente el 20%, con cantidades pequeñas producidas en Indiana, Carolina del Norte, Misuri, Ohio, Virginia, Maryland y Virginia Occidental. El tabaco Burley es producido en muchos otros países, con mayor producciones en Brasil, Malaui, y Argentina.

## Historia
El origen del tabaco Burley se acreditó al señor Webb, que creció cerca de Higgingsport, Ohio, a partir de semillas del Condado de Bracken, Kentucky.
En 1866, él cosechó 20,000 libras de tabaco Burley y lo vendió en 1867 en St. Louis Fair por $58 por cien libras.
En 1883, el mercado principal para este tabaco era en Cincinnati, pero fue cultivado a lo largo de Kentucky y Middle Tennessee. En 1880, Kentucky produjo el 36 por ciento del tabaco nacional total, y fue el primero en el país, con casi el doble de tabaco producido como Virginia. Luego, el tipo se convirtió en el tipo que se refiere como el tabaco Burley.